# Eiði
Eiði (uttal: Ai'e (fil) [ˈaɪ̯jɪ]; danska: Ejde) är en centralort i Eiðis kommun, belägen längst nordväst ut på ön Eysturoy på Färöarna. Eiði hade 617 invånare vid folkräkningen 2015.

## Samhälle
Eiði grundades troligtvis under 1300-talet, men kan också vara äldre. Kyrkan är daterad till 1881. Eiði har sedan 1986 haft Färöarnas viktigaste vattenkraftverk, som hämtar vatten från insjön Eiðisvatn. Norr om Eiði ligger den 343 meter höga Eiðiskollur, och de berömda klipporna Risin og Kellingin. Strax öster om Eiði finns också Färöarnas högsta berg, Slættaratindur, med sina 882 meter över havet.

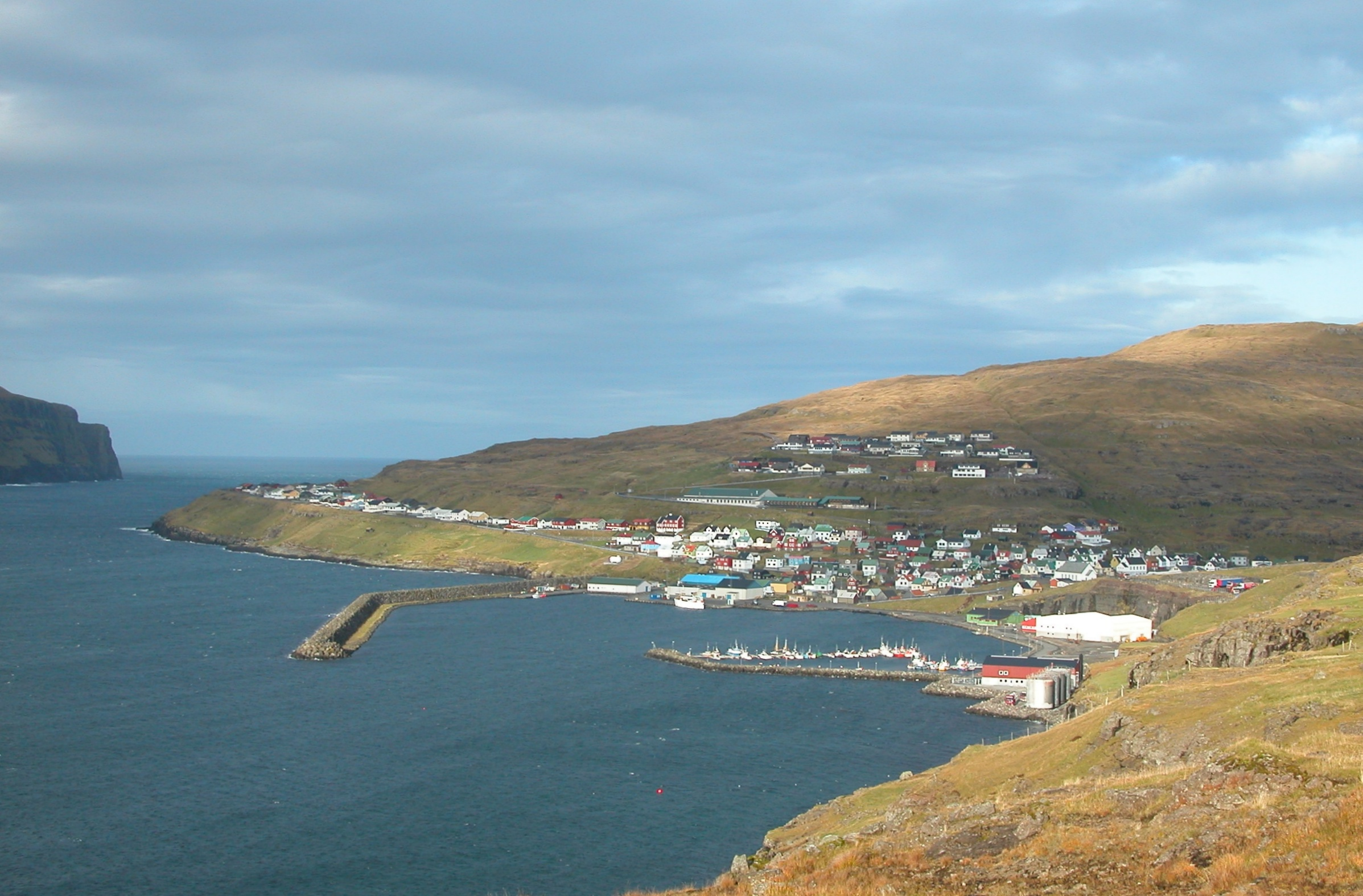
Eiði hamn.

I samhällets centrum finns ett lokalt museum, beläget i ett traditionellt färöiskt gårdshus kallat "Roykstovan" (Rökstugan). I Eiði finns idag även en modern fiskehamn med flera hemmahörande trålare, hotell, kiosk, bensinstation, banker, postkontor, kuvertfabrik och sandblästringsföretag.
Eiðis skola byggdes 1965 och har klasser från årskurs ett till sju, med omkring 70 elever.
Fotbollslaget EB/Streymur är hemmahörande i orten.

## Befolkningsutveckling
| Befolkningsutvecklingen i Eiði 1985–2015 | Befolkningsutvecklingen i Eiði 1985–2015 | Befolkningsutvecklingen i Eiði 1985–2015 | Befolkningsutvecklingen i Eiði 1985–2015 | Befolkningsutvecklingen i Eiði 1985–2015 |
| ---------------------------------------- | ---------------------------------------- | ---------------------------------------- | ---------------------------------------- | ---------------------------------------- |
|                                          |                                          |                                          |                                          |                                          |
| År                                       |                                          |                                          | Folkmängd                                |                                          |
| 1985                                     | 1985                                     |                                          | 575                                      |                                          |
| 1990                                     | 1990                                     |                                          | 661                                      |                                          |
| 1995                                     | 1995                                     |                                          | 573                                      |                                          |
| 2000                                     | 2000                                     |                                          | 639                                      |                                          |
| 2005                                     | 2005                                     |                                          | 648                                      |                                          |
| 2010                                     | 2010                                     |                                          | 611                                      |                                          |
| 2015                                     | 2015                                     |                                          | 617                                      |                                          |
|                                          |                                          |                                          |                                          |                                          |